# 弗洛特芒维尔
弗洛特芒维尔（法語：Flottemanville，法語發音：[flɔtmɑ̃vil]）是法国芒什省的一个市镇，属于瑟堡区。

## 地理
弗洛特芒维尔（49°28'28"N, 1°27'19"W）面积4.85 平方千米，位于法国诺曼底大区芒什省，该省份为法国西北部沿海省份，西、北、东北三面环大西洋，东起顺时针与卡爾瓦多斯省、奧恩省、马耶讷省和伊勒-维莱讷省接壤。
与弗洛特芒维尔接壤的市镇（或旧市镇、城区）包括：科隆比、埃默韦、于贝尔维尔、略桑、索尔托斯维尔、于尔维尔、瓦洛涅。

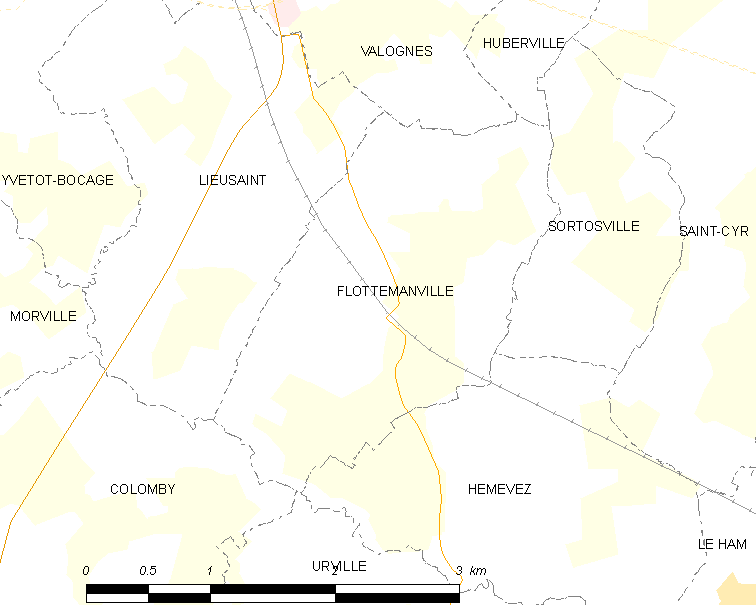
弗洛特芒维尔的OSM定位图

弗洛特芒维尔的时区为UTC+01:00、UTC+02:00（夏令时）。

## 行政
弗洛特芒维尔的邮政编码为50700，INSEE市镇编码为50186。

## 政治
弗洛特芒维尔所属的省级选区为瓦洛涅县。

## 人口

1962-2008年间弗洛特芒维尔人口变化图示

弗洛特芒维尔于2022年1月1日时的人口数量为227人。